# Fuseta-Moncarapacho
Fuseta-Moncarapacho (port: Estação Ferroviária de Fuseta-Moncarapacho) – stacja kolejowa obsługująca miejscowości Fuseta i Moncarapacho, w gminie Olhão da Restauração, w regionie Algarve, w Portugalii. Znajduje się na Linha do Algarve. Została oficjalnie otwarta 1 września 1904 roku.
Stacja obejmuje dwa tory, z 190 metrów każdy, i dwa perony, jeden 173 m, a drugi 94 m długości, wysokość obu peronów wynosi 45 cm.